# Alekséi Necháiev
Alekséi Gennádievich Necháiev (en ruso: Алексей Геннадьевич Нечаев; Jimki, Unión Soviética, 30 de agosto de 1966) es un empresario y político ruso, presidente de la empresa rusa de cosméticos Faberlic, miembro del Frente Popular Panruso y, desde el 8 de agosto de 2020, presidente del partido político Gente Nueva. Desde las elecciones legislativas de septiembre de 2021 es diputado y líder de la facción Gente Nueva en la Duma Estatal.

## Biografía

### Infancia y estudios
Alekséi Necháiev nació el 30 de agosto de 1966 en la localidad de Jimki en la óblast de Moscú. Es hijo único de la familia formada por su madre, Yelena Vasílievna Binat (de nacionalidad griega) maestra de escuela y su padre Gennadi Nikoláievich Necháiev, ingeniero atómico, graduado del Instituto de Ingeniería Física de Moscú, trabajó en la planta como jefe del laboratorio de métodos de protección y control de reactores; más tarde, a través de la línea del partido, fue nominado para una segunda educación superior en la Academia de Comercio Exterior, dominaba varios idiomas y viajaba con frecuencia al extranjero.
De 1983 a 1988, estudió en la Facultad de Derecho de la Universidad Estatal de Moscú, fue miembro del Komsomol. No fue llamado al servicio militar (a diferencia de la mayoría de los estudiantes nacidos en la segunda mitad de la década de 1960). Después del primer año, trabajó como consejero en el campamento de los jóvenes pioneros de la «Juventud» de la Universidad Estatal de Moscú. En 1985 pasó prácticas de vela en la flotilla de los pioneros «Caravella», organizada por Vladislav Krapivin. Fundó el movimiento de grupos de diferentes edades «Amanecer», en el que se realizaba trabajo extraescolar con niños. Los niños realizaban viajes en barco, participaban en combates cuerpo a cuerpo y esgrima.

### Actividad empresarial
En 1990, comenzó a hacer negocios, primero vendiendo periódicos y libros en los pasajes del metro de Moscú. Junto con varios socios, establece la editorial de literatura infantil «Máster». La editorial publicó la primera edición de la traducción de la serie de libros infantiles Las Crónicas de Narnia. De 1996 a 1997, trabajó en la bolsa de valores de Ucrania.
En 1997, fundó y dirigió la empresa de producción y comercialización de cosméticos «Línea rusa». Ese mismo año, Necháiev y su socio Aleksandr Davankov adquirieron una patente para el uso de aquaftem. Esta sustancia se convirtió en la base de los productos de su línea de cosméticos y, posteriormente, de Faberlic. Para el proyecto se optó por trabajar en el formato de venta directa. Desde sus inicios, Necháiev ha sido y sigue siendo el único líder de la empresa. En la etapa inicial, invirtió $2 millones de sus propios fondos en el proyecto y tomó otro $1 millón para el desarrollo de la empresa de amigos.
En 2001, debido a la entrada de la empresa en los mercados internacionales, se renombró y se cambió a Faberlic. Un poco antes, en el año 2000, debido a la entrada en mercados extranjeros, por iniciativa de los socios, se empezó a desarrollar una nueva línea de productos. Luego, Necháiev y Aleksandr Davankov hicieron una reestructuración radical del sistema de distribución y se lanzó una red de tiendas Beauty Café de una sola marca, en la que comenzaron a vender los productos Faberlic.
La empresa es líder en exportación y uno de los mayores fabricantes rusos de productos de higiene y cosmética. Uno de los tres líderes del mercado entre las empresas especializadas en venta directa en Rusia, y uno de los cinco líderes del mercado de productos de perfumería y cosmética en Rusia. La red de socios de distribución de Faberlic es de un millón de personas en Rusia. Además de Rusia, la compañía opera en cuarenta países más alrededor del mundo y es una de las cincuenta compañías globales más grandes especializadas en ventas directas. Desde 2006, Faberlic ha sido incluido en la clasificación mundial de las mayores empresas de cosméticos de la publicación Women's Wear Daily, donde es el único representante de Rusia. En 2015, la compañía ocupó el tercer lugar en la lista de las compañías de cosméticos de más rápido crecimiento, compilada por WWD.
Para 2017, Faberlic se había convertido en la empresa rusa más grande en el mercado de ventas directas y uno de los mayores fabricantes de cosméticos rusos.

### Actividad social
Entre 2004 y 2007, fue Miembro del Consejo para la Competitividad y el Emprendimiento del Gobierno de la Federación de Rusia.
En 2010, después de asistir al Foro de Seliguer, junto con el comisionado federal del movimiento juvenil Nashi, Marina Zademídkova, creó el «Movimiento Verde de Rusia» (ECA, por sus iniciales en ruso), convirtiéndose en el principal patrocinador del proyecto. El movimiento anunció e implementó un programa para plantar diez millones de árboles en regiones afectadas por incendios forestales y ecológicamente degradadas.
En 2012, fundó el programa educativo «Capitanes de Rusia» y la fundación benéfica familiar «Capitanes», que se abrió en trece regiones del país. Con el apoyo de esta fundación sobre la base del Instituto de Gestión y Planificación Socioeconómica de la Universidad Rusa de Economía Plejánov, se creó la facultad de negocios «Capitanes de Rusia». En 2016, este programa educativo se convirtió en ganador del premio «Fundación de Crecimiento-2016» como «El mejor proyecto educativo en el campo del emprendimiento» También fue reconocido como el séptimo acelerador de estudiantes más grande del mundo.

### Actividad política

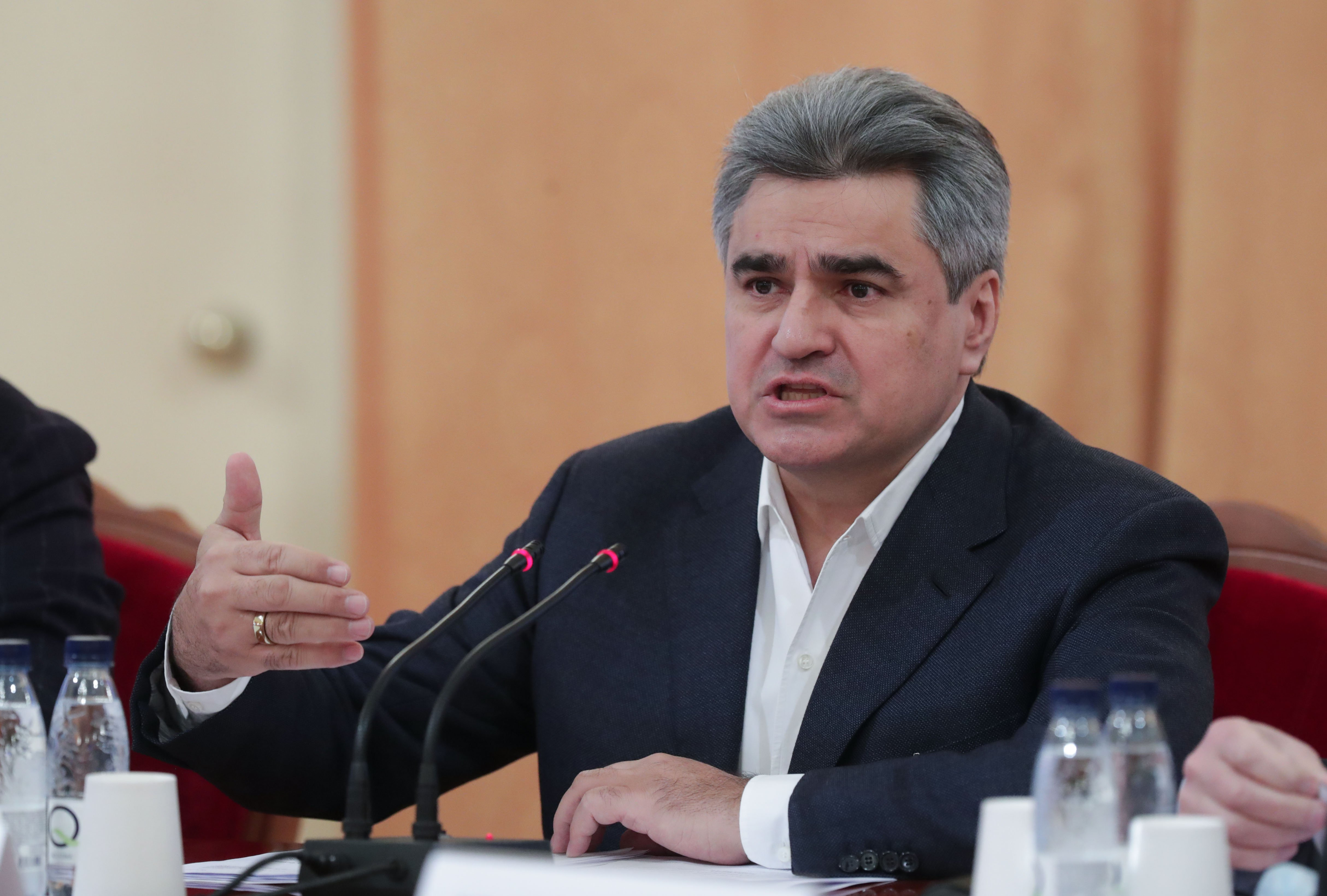
Alekséi Necháiev, en una mesa redonda de la Duma Estatal sobre la «Lucha contra la tortura en Rusia. Cambios en la legislación».

En 2019, se incorporó a la plataforma política Frente Popular Panruso, como miembro de la sede central de la organización.
En el invierno de 2020, Necháiev anunció la creación de un nuevo partido político: Gente Nueva. En abril de 2020, el Ministerio de Justicia de Rusia registró oficialmente el partido. El 8 de agosto de 2020, en el segundo congreso del partido, fue elegido su presidente. Además es miembro del Consejo Central del Frente Popular Panruso.
De acuerdo con un informe de 2020 emitido por la Comisión Electoral Central de la Federación Rusa, Necháiev ganaba 4400 millones de rublos y ocupaba el tercer lugar entre los candidatos a diputados con mayores ingresos.
El 19 de septiembre de 2021, fue elegido miembro de la VIII convocatoria de la Duma Estatal de la Asamblea Federal de la Federación de Rusia. El 11 de octubre de 2021, fue elegido jefe de la facción Gente Nueva en la VII Convocatoria de la Duma Estatal de la Asamblea Federal de la Federación de Rusia.
Debido a su apoyo a la invasión rusa de Ucrania, desde el 25 de febrero de 2022, se encuentra bajo sanciones de la Unión Europea y, desde el 30 de septiembre de 2022, de Estados Unidos así como de otros países.

## Familia
Necháiev se ha casado dos veces y fruto de estos dos matrimonios ha tenido cinco hijos: tres hijas y dos hijos. De su primer matrimonio tuvo su hija mayor Daria y su hijo Antoniy. De su segundo matrimonio con Elena Necháieva, tuvo tres hijos —Sofía, Yegor y María— Estos niños nacieron en casa.

## Condecoraciones
- Emblema de Honor por Tutoria (25 de octubre de 2018) - «por méritos en el desarrollo profesional de jóvenes especialistas y tutoría activa»[32]